# James Matthew Barrie
James Matthew Barrie, ismertebb nevén J.M. Barrie (Kirriemuir, 1860. május 9. – Marylebone, 1937. június 19.) skót író. Legismertebb műve a Pán Péter. Habár több műve is volt ezen kívül, főleg a Pán Péter révén ismert. Továbbá ő tette népszerűvé a Wendy nevet. 1913. június 14-én V. György király lovaggá ütötte.

## Élete
James Matthew Barrie néven született Kirriemuir skót burghben, kálvinista családba. Apja szövő volt, míg anyja háziasszony. Barrie a tíz gyerekből a kilencedik volt. Kisgyerekként történetmeséléssel hívta fel magára a figyelmet.
Amikor hat éves volt, bátyja, David egy jégkorcsolya baleset következtében elhunyt, tizennegyedik születésnapja előtt.
Ez nagy veszteség volt az anyjának, mivel David volt a kedvence. Barrie ennek hatására úgy viselkedett, mint David, még az ő ruháit is hordta, és úgy fütyült, mint ő.
Nyolc éves korában a Glasgow Akadémiára küldték. Tíz éves korában hazatért, és a Forfar Akadémián folytatta tanulmányait. 14 éves korában ismét elhagyta az otthont, és a Dumfries Akadémiára járt. Dumfries-ben barátaival együtt gyakran játszottak kalózosat.
Az egyetemen irodalmat tanult, és kritikákat irt az Edinburgh Evening Courant számára. 1882-ben érettségizett.
Miután nővére talált egy álláshirdetést a The Scotsman újságban, másfél évig a Nottingham Journal újságírójaként dolgozott.
Pán Péter karaktere először a "The Little White Bird" (A kis fehér madár) című regényében volt megemlítve. A Pán Péter első színpadi előadása 1904-ben volt New Yorkban,  majd 1911-ben jelent meg regény formájában. 
Barrie használta először a "Wendy" nevet egy műben. A nevet William Ernest Henley költő négyéves lánya, Margaret Henley ihlette, aki a "friend" szót "Fwiendy"-nek ejtette.:231 Maga a Wendy név a Gwendolyn és a Wanda nevek becézése is, de a Pán Péter történetek előtt nem használták különálló keresztnévként.
Barrie 1937. június 14-én hunyt el Marylebone-ban, tüdőgyulladás következtében. Kirriemuir-ban temették el, a szülei és két testvére mellé.